# محطة السويدية الحرارية
المحطة الحرارية أو محطة توليد الطاقة الكهربائية في السويدية هي محطة توليد طاقة كهربائية. تقع المنشأة في السويدية التابعة لمحافظة الحسكة بجوار حقل رميلان ومعمل الغاز، وهي إحدى المحطات المسؤولة عن تزويد البلاد بالطاقة الكهربائية.

## مكونات المحطة ومواصفاتها
تتألف المحطة من خمس مجموعات توليد، الاستطاعة الاسمية للمجموعة الواحدة 30 ميغا وات ساعي، ويتم تشغيلها بشكل أساسي على الغاز. من أهم ميزات المجموعات الغازية بالسويدية هي سرعة المناورة والإقلاع والربط مع الشبكة العامة، ونظام التحكم هو: V FRAME 6 _MK حيث يتم قيادة العنفات وضواغط الغاز محلياً من الموقع وعن بعد من صالة القيادة في المبنى الإداري.
وتقوم هذه المحطة بتغذية الشبكة السورية العامة عبر خطوط 230 ك.ف عن طريق محطة تحويل السويدية 230 ك.ف وعبر خطي السويدية - الحسكة والسويدية - القامشلي 230 ك.ف.
يبلغ عدد العاملين في المنشأة 169 عامل و عاملة.
يستفيد العمال من 24 شقة سكنية مفروشة و يتم العمل على بناء 24 شقة سكنية أخرى.
ويستفيد العمال من الطبابة المجانية - النقل المجاني - اللباس - الغذاء - الحوافز الإنتاجية والمكافآت التشجيعية.